# Такеда Нобутора

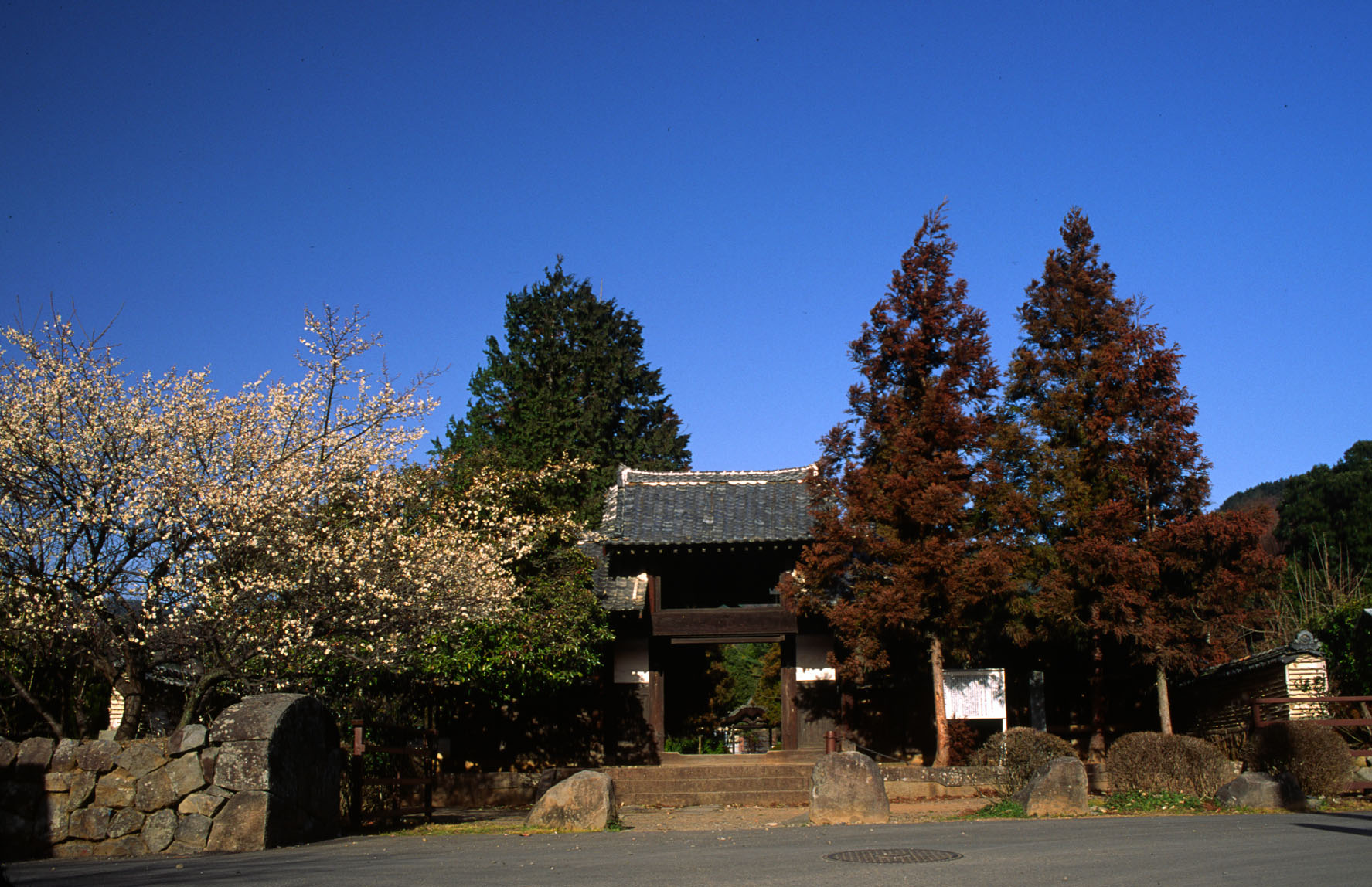
Монастир Дайсендзі

Таке́да Нобуто́ра　(яп. 武田信虎, たけだのぶとら, МФА: [takeda nobutoɾa]; 1494—1574) — японський державний і політичний діяч, самурайський полководець. Голова роду Такеда, володар провінції Кай. Син даймьо Такеда Нобуцуна. Батько Такеди Сінґена. 1532 року припинив міжусобні війни в провінції Кай. Вів перманенті завоювання сусідніх провінцій Сінано й Суруґа. 1541 року, в результаті двірцевого перевороту, організованого сином Сінґеном, вигнаний до сусідньої провінції Суруґа, під опіку Імаґави Йосімото. 1574 року помер в провінції Сінано. Похований в монастирі Дайсендзі в місті Кофу, Яманасі.